# مرمر جلاله
مرمر جلاله یک سنگ آهک مصری است که از کوهی به نام کوه جلاله واقع در شهر سوئز کشور مصر استخراج می‌شود. این نام برگرقته از نام این کوه یعنی جلاله است. رنگ آن سفید خامه‌ای و خامه‌ای است و تغییرات رنگ آن با توجه به سنگ معدن فراوان است.

### ویژگی‌های فیزیکی و مکانیکی
- مقاومت فشاری = ۸۲۴.۶ کیلوگرم بر سانتی‌متر مربع
- مقاومت کششی = ۶.۱۱۱ کیلوگرم بر سانتی‌متر مربع
- جذب آب = ۰.۱۲
- تراکم = کیلوگرم بر متر مکعب ۲.۶۲۷[۱]